# Hylaeus peregrinus
Hylaeus peregrinus là một loài Hymenoptera trong họ Colletidae. Loài này được Dathe mô tả khoa học năm 1986.